# Coenobius puncticollis
Coenobius puncticollis es un insecto coleóptero de la familia Chrysomelidae.
Fue descrita científicamente en 1997 por Lopatin.